# 결방
결방(缺放) 또는 휴방(休放)은 라디오나 텔레비전 방송사 내부 사정상, 재난 및 범유행(전염병 확산) 등 국가적인 변고가 발생할 때마다, 정규적으로 방송 하지 못하고, 정규 편성 프로그램을 일시적으로 쉰다. 일시적으로 결방된 정규 편성 프로그램의 편성 공백을 메우기 위해, 대체 프로그램으로 편성되는 경우가 많다.
다만, 재난방송 주관 방송사인 KBS(한국방송공사)의 비상방송 운용 가이드라인은 3단계 등급로 차등화되어 있다.
- A급: 국가 안위와 관련된 경계 및 공습 경보 발령
- B급: 대한민국 전역 또는 지역에 태풍, 집중 호우, 지진 등 대형 재난이 발생할 경우와 대규모 다중 이용시설 붕괴 및 화재 및 교통사고가 발생할 경우
- C급: 대형 재난 예고 등으로 단계별 요령

더욱이, 지난 2019년 3월 초에 발생한 정준영 버닝썬 사건으로 인한 KBS의 최장수 예능 프로그램 '1박 2일' 중단 사태를 계기로, KBS와 SBS 등 모든 방송사들이 구성한 방송출연규제심사위원회는 병역기피를 비롯한 오남용 우려 의약품 사용 및 대마초 흡연, 사기·절도·도박 등 각종 범죄행위, 폭행·성추문, 기타 민형사상 기소된 경우, 미풍양속과 사회적 질서를 위협하는 행위를 한 경우에 해당되는 연예인 또는 일반인 방송 출연을 엄중하게 규제하고 있다.

## 결방 사유

### 공통
- 선거방송[c]
- 재난(사회, 자연)[d]
- 경계 및 공습, 화생방경보[e]
- 범유행[f]
- 지상파 각 사의 가요대상[g], 연예대상, 연기대상 등 연말 시상식 중계방송
- 스포츠 중계 방송[h][i]
- 지역 단위별 특정 콘서트 등 실황 중계
- 건국기념일, 독립기념일, 명절
- 노조파업
- 청문회
- 국가원수 서거[j]
- 프로그램 제작 일정 지연 등 편성 공백 문제
- 방송금지가처분 인용
- 스태프 임금 미지급
- 범죄[k][l]

### 세계 (북미 및 유럽, 동아시아 국가)
- 일본 - 전국순간경보시스템
- 미국 - 긴급 방송 체계 (1963년 ~ 1997년)
- 미국 - 긴급 경보 시스템 (1997년 ~ 현재)

## 자막 고지

### 예시 1
○ 편성 관계로, 오늘 △(은)는 방송되지 않습니다. 시청자 여러분의 양해를 바랍니다.— 방송사 하단 안내 자막 고지

○ 편성 관계로, △(은)는 이 중계방송이 끝나는 대로 방송됩니다. 시청자 여러분의 양해를 바랍니다.— 방송사 하단 안내 자막 고지

### 예시 2
방송 편성 변동으로 ○월 ○일 (○요일) 방송은 결방됩니다. 이점 시청자 여러분의 양해를 부탁드리며, 방송사 사정에 따라 예고 없이 변경 또는 본방송으로 대체될 수 있으니, 자세한 내용은 편성표를 참고해 주시기 바랍니다.— 전자 게시판 공지사항

## 돌발적 사태로 인한 결방 사례
재난과 같은 국가적 변고를 비롯한 돌발적 사태로 인한 프로그램 결방의 주요 사례는 다음과 같다.

### 대한민국
- 육영수 저격 사건의 여파로 인한 정규 편성 프로그램의 중단 (1974년)

박정희 대통령 영부인 육영수 여사의 서거로 인한 추모 정국을 고려하여, 지상파 3사(KBS·TBC 서울본사 및 부산지국·MBC)에서 정규 방송 프로그램을 일제히 중단하고 특보 편성 체제로 방송했다.
- 10·26 사건의 여파로 인한 정규 편성 프로그램의 중단 (1979년)

박정희 대통령이 중앙정보부장 김재규의 총에 맞아 서거함에 따른 추모 정국을 고려하여, 지상파 3사(KBS·TBC 서울본사 및 부산지국·MBC)에서 정규 방송 프로그램을 일제히 중단하고 특보 편성 체제로 방송했다.
- 아웅산 묘역 테러 사건 여파로 인한 정규 편성 프로그램의 중단 (1983년)

아웅산 묘역 테러 사건으로 인한 추모 정국을 고려하여, 지상파 2사(KBS·MBC)에서 정규 방송 프로그램을 일제히 중단하고 특보 편성 체제로 방송했다.
- 서울 삼풍백화점 붕괴 참사의 여파로 인한 정규 편성 프로그램의 중단 (1995년)

삼풍백화점 붕괴 참사로 인한 사회적 시국을 고려하여, 지상파 3사(1차 지역민방 4개사 포함)에서 정규 방송 프로그램을 일제히 중단하고 편성 공백을 메우기 위해 부정기·특집 프로그램을 대체 편성했다.
- 대구 지하철 화재 참사의 여파로 인한 정규 편성 프로그램의 중단 (2003년)

대구 지하철 화재 참사로 인한 사회적 시국을 고려하여, 지상파 3사에서 정규 방송 프로그램을 일제히 중단하고 편성 공백을 메우기 위해 부정기·특집 프로그램을 대체 편성했다.
- 노무현 전 대통령 서거로 인한 정규 편성 프로그램의 중단 (2009년)

노무현 전 대통령의 서거에 따른 추모 정국을 고려하여, 지상파 3사에서 정규 방송 프로그램을 일제히 중단하고 편성 공백을 메우기 위해 부정기·특집 프로그램을 대체 편성했다.
- 김대중 전 대통령 서거로 인한 정규 편성 프로그램의 중단 (2009년)

김대중 전 대통령의 서거에 따른 추모 정국을 고려하여, 지상파 3사에서 정규 방송 프로그램을 일제히 중단하고 편성 공백을 메우기 위해 부정기·특집 프로그램을 대체 편성했다.
- 천안함 피격 사건의 여파로 인한 정규 편성 프로그램의 중단 (2010년)

천안함 피격 사건으로 인한 국가적 시국을 고려하여, 지상파 3사에서 정규 방송 프로그램을 일제히 중단하고 편성 공백을 메우기 위해 부정기·특집 프로그램을 대체 편성했다.
- 세월호 침몰 사고의 여파로 인한 정규 편성 프로그램의 중단 (2014년)

세월호 침몰 사고로 인한 사회적 시국을 고려하여, 지상파 3사에서 정규 방송 프로그램을 일제히 중단하고 편성 공백을 메우기 위해 부정기·특집 프로그램을 대체 편성했으며, KBS 편성본부에서는 특선영화 《늑대소년》, 《7번방의 선물》 등을 편성하기도 했다.
- 김영삼 전 대통령 서거로 인한 정규 편성 프로그램의 중단 (2015년)

김영삼 전 대통령의 서거에 따른 추모 정국을 고려하여, 지상파 3사에서 정규 방송 프로그램을 일제히 중단하고 편성 공백을 메우기 위해 부정기·특집 프로그램을 대체 편성했다.
- 박근혜 대통령 탄핵에 의한 정규 편성 프로그램의 중단 (2017년)

박근혜 대통령에 대한 탄핵 심판에 따라, 지상파 3사를 비롯한 종편 · 보도전문채널에서 정규 방송 프로그램을 일제히 중단하고 특보 편성 체제로 방송하거나, 편성 공백을 메우기 위해 부정기·특집 프로그램을 대체 편성했다.
- 이태원 압사 참사의 여파로 인한 정규 편성 프로그램의 중단 (2022년)

이태원 압사 참사로 인한 사회적 시국을 고려하여, 지상파 3사를 비롯한 종편 · 보도전문채널에서 정규 방송 프로그램을 일제히 중단하고 편성 공백을 메우기 위해 부정기·특집 프로그램을 대체 편성했다.
- 12·3 비상계엄에 의한 정규 편성 프로그램의 중단 (2024년)

윤석열 대통령의 비상계엄 선포에 따라, 지상파 3사를 비롯한 종편 · 보도전문채널에서 정규 방송 프로그램을 일제히 중단하고 특보 편성 체제로 방송했다.
- 무안공항 여객기 참사의 여파로 인한 정규 편성 프로그램의 중단 (2024년)

무안공항 여객기 참사로 인한 사회적 시국을 고려하여, 지상파 3사를 비롯한 종편 · 보도전문채널에서 정규 방송 프로그램을 일제히 중단하고 편성 공백을 메우기 위해 부정기·특집 프로그램을 대체 편성했으며, 지상파 3사의 연말 시상식도 전면 취소한 바 있다. (MBC 방송연예대상·연기대상·가요대제전, KBS 연기대상, SBS 연예대상)
- 윤석열 대통령 탄핵에 의한 정규 편성 프로그램의 중단 (2025년)

윤석열 대통령에 대한 탄핵 심판에 따라, 지상파 3사를 비롯한 종편 · 보도전문채널에서 정규 방송 프로그램을 일제히 중단하고 특보 편성 체제로 방송했다.

#### 정규 편성 프로그램의 중대한 사안 발생
- 정규 편성 프로그램 자체에 중대한 사안이 발생할 경우, 일정 기간 동안 휴식기를 거치는 경우가 많다. 2005년 7월 30일에 방송된 MBC TV의 인기가요 순위 프로그램인 ‘생방송 음악캠프’의 경우,  펑크밴드 럭스(RUX)를 응원하러 같이 출연한 펑크밴드 카우치의 멤버가 간주 도중 전라노출을 한 사태가 발생하여, 프로그램의 편성 기획을 총괄하는 MBC 예능운영팀 측에선 사안의 중대성을 인식하기 위해 럭스와 카우치에 대해 지상파 3사의 모든 방송 프로그램에 출연하는 것을 일체 금지시켰고, 방송위원회(현 방송통신심의위원회) 측에서 ‘시청자에 대한 사과’ 및 ‘해당 방송 프로그램의 정지’, ‘해당 방송사 관계자에 대한 징계’ 등 세 차례씩 중징계 처분으로 본 프로그램을 전면 중단하고 두 달간의 휴식기를 거친 후, 동년 10월 29일에 가을 프로그램 개편에 따라, ‘쇼! 음악중심’으로 리뉴얼한 바 있다.

- KBS 2TV의 최장수 예능 프로그램 ‘1박 2일’의 경우, 지난 2019년 3월초에 정준영의 버닝썬 게이트로 수 많은 시청자들에게 경종을 울리기 위해 정규 편성 프로그램이 약 8개월 동안 일시적으로 중단되어, 지상파 프로그램 중 가장 이례적인 중단 사례로 꼽힌다. KBS 시청자상담실에서 출처한 ‘1박 2일’ 제작 및 중단에 관한 시청자에 대한 사과문은 다음과 같다.

KBS는 최근 불법 촬영과 유포 혐의로 수사를 받고 있는 가수 정준영을 모든 프로그램에서 출연 정지시킨 데 이어, 당분간 ‘1박 2일’ 프로그램의 방송 및 제작을 중단하기로 결정했습니다. 이에 따라 이번 주부터 ‘1박 2일’ 시간에는 편성 공백을 메우기 위해, 당분간 대체 프로그램을 편성할 예정입니다.
KBS는 매주 일요일 저녁 '1박 2일'을 기다리시는 시청자를 고려하여 기존 2회 분량 촬영분에서 가수 정준영이 등장하는 부분을 완전 삭제해 편집한 후 방송하는 방안을 검토했지만, 사안의 중대성을 인식하고 전면적인 프로그램 정비를 위해 이같이 결정했습니다.
KBS는 출연자 관리를 철두철미하게 하지 못한 점에 대해서 송구스럽게 사과드리며, 재발 방지 대책을 마련하겠습니다.
특히 가수 정준영이 3년 전 유사한 논란이 있었음에도 불구하고, 수사 당국의 무혐의 결정을 기계적으로 받아들이고 충분히 검증하지 못한 채 출연 재개를 결정한 점에 대해서, 가장 중대한 책임감을 느끼고 있습니다.

KBS는 앞으로 유사한 사례가 다시 재발하지 않도록, 출연자 검증 시스템을 보강하는 등 근본적인 대책을 마련하겠습니다.— 출처 : http://iaudience.kbs.co.kr KBS 시청자 상담실 홈페이지

- EBS 1TV의 어린이 프로그램인 〈생방송 보니하니〉의 경우, 유튜브 라이브 방송 도중 폭행 및 폭언 논란이 발생하여, 사안의 중대성을 인식하기 위해, 약 한 달간의 방송 잠정중단 기간을 거쳐 재정비한 바 있다.

- SBS가 야심차게 기획한 지상파 유일의 엑소시즘 팩션 사극물인 《조선구마사》의 경우, 역사 왜곡 해프닝에 대한 논란이 발생하여, 수 많은 시청자들의 방영 중단 요청에 따라 방송 2회 만에 전면 중단한 바 있으므로, 대한민국 드라마 중 가장 이례적인 중단 사례로 꼽힌다.

#### 코로나19 범유행으로 인한 TV 프로그램 편성 공백 문제 (2020년, 2021년)
- SBS TV의 지구촌 오지 체험 버라이어티 프로그램인 《정글의 법칙》이 코로나19 확산으로 인한 사회적 시국을 고려하여, 2020년 6월 13일부터 2020년 8월 22일까지 약 두 달간 휴식기에 들어감에 따라 편성 공백을 메우기 위해, 박장데소로 대체되었다.
- SBS TV의 월화드라마인 《브람스를 좋아하세요?》가 당초 2020년 6월 22일부터 《굿캐스팅》의 후속작으로 방영할 예정이었지만, 코로나19 재확산으로 인한 사회적 시국을 고려하여, 편성 공백을 메우기 위해 '3주년 홈커밍 특집 동상이몽 2 - 너는 내 운명'을 비롯한, '여름특집 불타는 청춘', '텔레비전에 그게 나왔으면', 'TV 동물농장 우린 같이 산다' 등을 우선 편성하여, 2020년 8월 31일부터 방영을 개시했다.
- SBS TV의 금토드라마인 '앨리스'가 당초 2020년 8월 14일부터 방영할 예정이었지만, 코로나19 재확산으로 인한 사회적 시국을 고려하여, 금토드라마 방송 시간 동안 편성 공백을 메우기 위해 특선영화 '악인전'과 '국가부도의 날'을 우선 편성하여, 2020년 8월 28일부터 방영을 개시했다.
- KBS 2TV의 수목드라마인 《도도솔솔라라솔》은 당초 2020년 8월 26일에 첫 방송할 예정이었지만, 코로나19 재확산으로 인한 사회적 시국을 고려하여 편성 공백을 메우기 위해, '특선다큐 일곱 개의 대륙, 하나의 지구'를 비롯한 '다시 보는 동백꽃 필 무렵' 등 특집 프로그램이 대체 편성되어, 본방송 시점이 2020년 10월 7일로 연기되었다.

### 일본
- 아사마 산장 사건에 의한 정규 편성 프로그램의 중단 (1972년)

아사마 산장 사건에 인한 최장 인질 장면으로, 국영 방송사인 NHK를 비롯한 민영 방송사 5사에서 정규 방송 프로그램을 일제히 중단하고 특보 편성 체제로 방송했다.
- 히로히토(쇼와) 서거로 인한 정규 편성 프로그램의 중단 (1989년)

일왕 히로히토(裕仁)의 서거에 따른 추모 정국을 고려하여, 국영 방송사인 NHK를 비롯한 민방 5사에서 정규 방송 프로그램을 일제히 중단하고 편성 공백을 메우기 위해 부정기·특집 프로그램을 대체 편성했다.
- 한신·아와지 대지진에 의한 정규 편성 프로그램의 중단 (1995년)

한신·아와지 대지진으로 긴키 지방에서 많은 인명피해가 발생하자, 국영 방송사인 NHK를 비롯한 민방 5사에서 정규 방송 프로그램을 일제히 중단하고 편성 공백을 메우기 위해 부정기·특집 프로그램을 대체 편성했다.
- 동일본 대지진에 의한 정규 편성 프로그램의 중단 (2011년)

동일본 대지진으로 인해 간토·도호쿠 지방에서 많은 인명피해가 발생하자, 국영 방송사인 NHK를 비롯한 지역 민방 5사에서 정규 방송 프로그램을 일제히 중단하고 편성 공백을 메우기 위해 부정기·특집 프로그램을 대체 편성했다.
- 세월호 침몰 사고의 여파로 인한 정규 편성 프로그램의 중단 (2014년)

세월호 침몰 사고로 인한 사회적 시국을 고려하여, 국영 방송사인 NHK를 비롯한 민방 5사에서 정규 방송 프로그램을 일제히 중단하고 편성 공백을 메우기 위해 부정기·특집 프로그램을 대체 편성했다.

### 중화인민공화국
- 마오쩌둥의 서거로 인한 정규 편성 프로그램의 중단 (1976년)

중국 주석 마오쩌둥의 서거에 따른 추모 정국을 고려하여, 국영 방송사인 베이징전시대를 비롯한 방송사들이 정규 방송 프로그램을 일제히 중단하고 특보 편성 체제로 방송했다.
- 칭하이 대지진에 인한 정규 편성 프로그램의 중단 (2010년)

위수 대지진으로 칭하이성 지방에서 수많은 인명피해가 발생하자, 국영 방송사인 중국중앙텔레비전의 비롯한 방송사들이 정규 방송 프로그램을 일제히 중단하고 편성 공백을 메우기 위해 부정기·특집 프로그램을 대체 편성했다.

### 미국
- 존 F. 케네디 암살 사건으로 인한 정규 편성 프로그램의 중단 (1963년)

존 F. 케네디 암살 사건으로 인한 추모 정국을 고려하여, 미국 지상파 3사(NBC·CBS·ABC)에서 정규 방송 프로그램을 일제히 중단하고 특보 편성 체제로 방송했다.
- 9·11 테러로 인한 정규 편성 프로그램의 중단 (2001년)

9.11 테러로 인해 뉴욕, 워싱턴 D.C. 지역에서 많은 인명피해가 발생하자, 미국 방송사들인 ABC, NBC, CBS, FOX, CNN을 비롯한 전 세계 방송사들이 정규 방송 프로그램을 일제히 중단하고 특보 체제로 방송하거나, 편성 공백을 메우기 위해, 부정기·특집 프로그램을 대체 편성한 바 있다.

## 같이 보기
- 본방송
- 방송 편성
- 통편집
- 특선영화
- 파일럿 프로그램